# Мала війна
Мала війна — бойові дії невеликими силами в цілях знесилити супротивника і забезпечити своїм військам сприятливі умови для вирішальних битв. Мала війна ведеться як на суші, так і на морі. Іноді Мала війна — синонім локального конфлікту. Термін вперше з'явився в XVIII столітті.

## Мала війна на суші
Мала війна — розвідувальні, диверсійні, партизанські і терористичні дії малих підрозділів. У цій війні грає роль не чисельність підрозділів, а їх тактика бойових дій. Мала війна складається з невеликих дій. Малу війну може вести підрозділи спеціального призначення і ополчення.
Спочатку мала війна, також маленька війна — термін, прийнятий в Новий час в німецькомовних країнах і звідти запозичений у вітчизняній літературі XVIII–XIX віків: для позначення особливої форми ведення бойових дій, при якій малі, але рухливі летючі загони нападають на комунікації, магазини, невеликі укріплені пункти, транспортні колони противника тощо, уникаючи зіткнення з великими військовими частинами.
|                                                          | …оставшиеся лёгкие войска из гусар, донских и чугуевских казаков состоящие хотя не имели всего познания о маленькой войне, свойственное роду их службы, но с лучшим против прежнего и успехом к деланию разъездов и содержанию отсудственных постов употреблялись…» |
| — Спогади генерал-фельдмаршала князя О. О. Прозоровского | |

Збігаючись буквально з пізнішим за походженням іспанським терміном «герілья», в перекладі також означає «малу війну», поняття малої війни значно відрізняється від нього за змістом: у випадку «малої війни» йдеться виключно про операції регулярних та нерегулярних армійських підрозділів, а не цивільного населення. Останнє не визнавалося в XVIII столітті як суб'єкта військових дій: коли в 1757 році російські війська зіткнулися в Східної Пруссії з незначними загонами ополчення, Росія виступила з протестом, звинувачуючи Пруссію в порушенні норм міжнародного права. Показово, що, коли під час наполеонівських воєн участь цивільних осіб в русі опору набуло широкого поширення, термін « мала (маленька) війна» був потіснений в Німеччині поняттям «народна війна», в Росії — « народна війна» і « партизанська війна».
У XIX столітті поняття «мала війна» застосовується і в своєму традиційному значенні для позначення операцій регулярної армії, і іноді — як синонім «партизанської війни» (але ніколи як синонім «народної війни») і як позначення партизанської тактики.
Типово для авторів початку XIX століття також писати про «народну війну» проти Наполеона, коли мова йде про події на території Росії і про «малу війну» російської армії за кордоном. На початку XIX століття в Росії публікується ряд книг вітчизняних авторів з теорії «малої війни» (наприклад, Гоголь, Іван Григорович: Правила малої війни, Санкт Петербург 1818), теорія малої війни була одним з розділів офіцерського іспиту.
Своїм значенням «мала війна» була зобов'язана громіздкій системі постачання військ через магазини і арсенали в Новий час, часто ставила командувачів арміями перед, користуючись виразом російського фельдмаршала Степана Федоровича Апраксіна, «багатьма найголовнішими і людським розумом непереборними перешкодами», проблемам логістики в часи, коли основними транспортними засобами були кінь і віз. Історія Семирічної війни сповнена прикладами того, як негаразди з постачанням, які часто виникали внаслідок захоплення обозів, знищення магазинів, приводили до зриву запланованих широкомасштабних військових операцій, наприклад, з цієї причини не відбулася нова експедиція російських військ на Берлін наприкінці 1761 , а після того, як корпусу прусського генерал-лейтенанта фон Платена вдалося 15 вересня 1761 захопити російський обоз з 5000 возів і спалити низку приготованих для експедиції магазинів. У свою чергу російські легкі війська неодноразово завдавали противнику такі ж чутливі удари.
Основними суб'єктами малої війни були регулярні та нерегулярні частини легкої кавалерії: гусари, в Австрії — хорвати та Пандурі, в Україні— козаки та пластуни, на Росії — калмики та башкири. Відомо, що Фрідріх II вважав перевагою російської армії в Семирічній війні наявність у неї значною нерегулярної легкої кавалерії.
У 1920-1930-ті роки в СРСР продовжилася розробка теорії диверсійно-партизанської війни. М. В. Фрунзе застосовував термін мала війна як синонім партизанської війни. У 1931 р. М. А. Дробов написав книгу "Мала війна: партизанство і диверсії", узагальнити думки військово-політичного керівництва країни про методи ведення малої війни. З іншого боку при створенні своєї книги Дробов використовував роботи своїх попередників у даній області І. В. Вуіча «Мала війна», В. Балка "Тактика", Ф. К. Гершельман «Партизанська війна», В. Н. Клембівського «Партизанські дії», роботи Дениса Давидова. Під малою війною Дробов розумів бойові дії на території, контрольованій противником. Дробов виділяв дві форми малої війни: партизанство і диверсії. Партизанство Дробов ділив на партизанство під час повстання і партизанство військового типу. Диверсії в свою чергу класифікувалися на економічні, політичні, військові та терористичні. На думку Дробова, мала війна є перехідним етапом (підготовкою) до широкомасштабної війни.
Термін мала війна застосовується і в наш час, наприклад, у 1998 році вийшла книга «Мала війна. Організація і тактика бойових дій малих підрозділів»

## Мала війна на морі
Мала війна — невеликі за масштабом дії ВМС. У 1920-х роках теорія Малої війни була офіційною концепцією радянського ВМФ. Основою цієї теорії були короткі раптові удари по противнику біля своїх берегів за підтримки авіації і берегової артилерії. Засобом захисту служили мінно-артіллейрійскі позиції. Це була оборонна концепція слабкого радянського ВМФ проти сильних флотів західних держав.

## Мала війна— локальний конфлікт
З XX століття термін іноді вживається стосовно до колоніальним, обмеженим і локальним війнам, військових конфліктів малої інтенсивності.